# ویکتور سیدورنکو
ویکتور سیدورنکو (اوکراینی: Сидоренко Віктор Дмитрович؛ زادهٔ ۳۱ دسامبر ۱۹۵۳) عکاس، و نقاش اهل اتحاد جماهیر شوروی سوسیالیستی است.